# آش کاردین

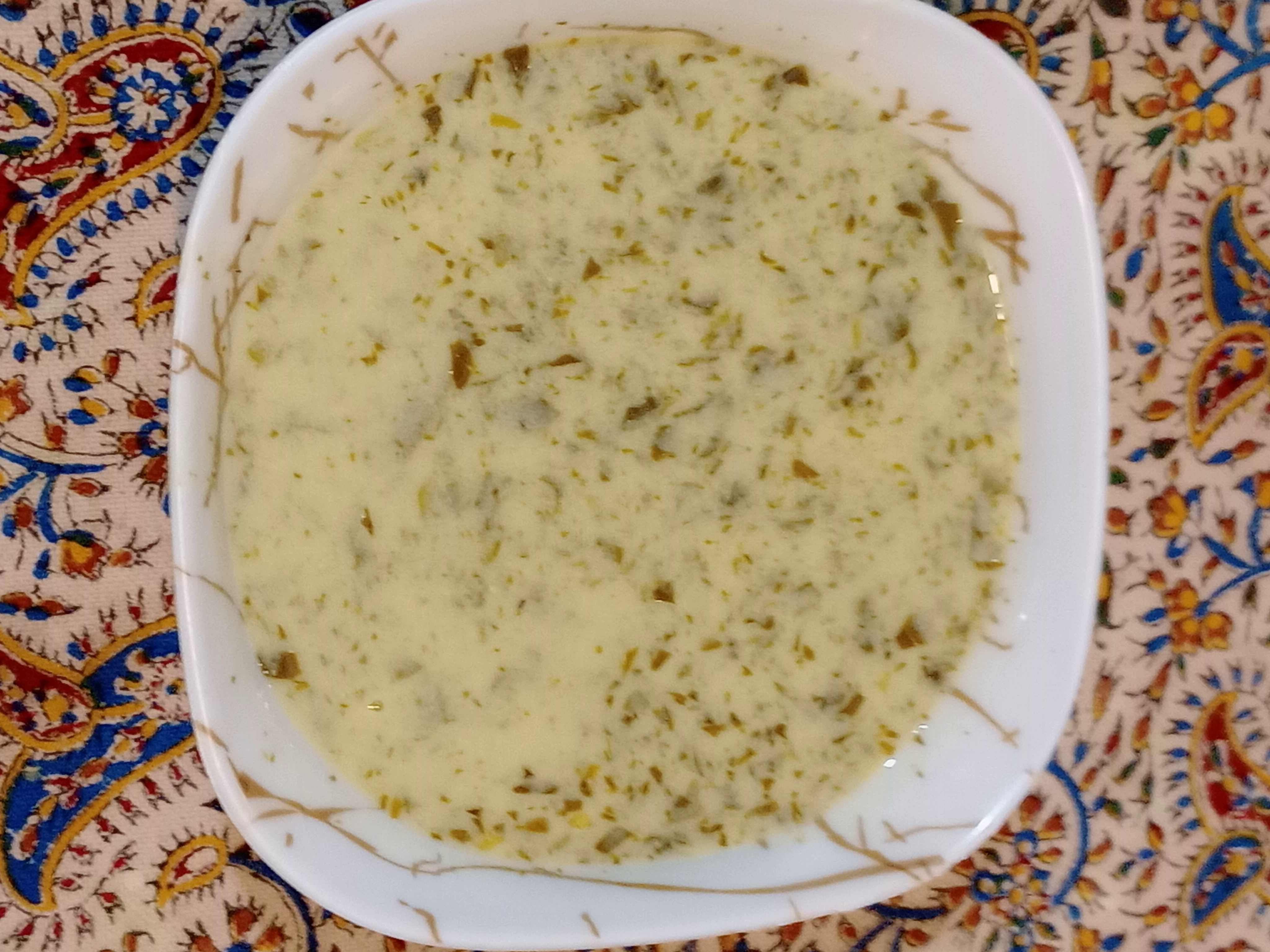
آش کارده شیرازی

آش کاردین،آش کارده یا آش حُره نوعی از انواع آش‌های ایرانی است که در محدودهٔ جنوب غربی زاگرس به ویژه در مناطق لُرنشین پخته می‌شود. در طبخ این آش از گیاهی مخصوص بنام کاردین یا کارده (شیپوری) استفاده می‌شود. این آش مانند نامش در مناطق مختلف روش‌های پخت متفاوتی دارد؛ از روش‌های تخمیری در کهگیلویه و بویراحمد وچهار محال بختیاری و خوزستان تا پخت همراه گوشت در اقلید فارس. این آش در مناطق چهارمحال و بختیاری، اصفهان و خوزستان به نام کاردین (یا کاردیم) شناخته می‌شود و در کهگیلویه و بویر احمد و استان فارس شهرستانهای: مرودشت ،شیراز، کازرون، نورآبادممسنی، اقلید، کامفیروز، بیضا و سپیدان به نام «کارده» و در منطقهٔ بهبهان و هندیجان به نام «حُره» مشهور است. گیاه کارده در ارتفاعات کوه‌های زاگرس به وفور یافت می‌شود. فصل رویش آن اواخر زمستان و دو ماه اول بهار است.

## گیاه کاردین

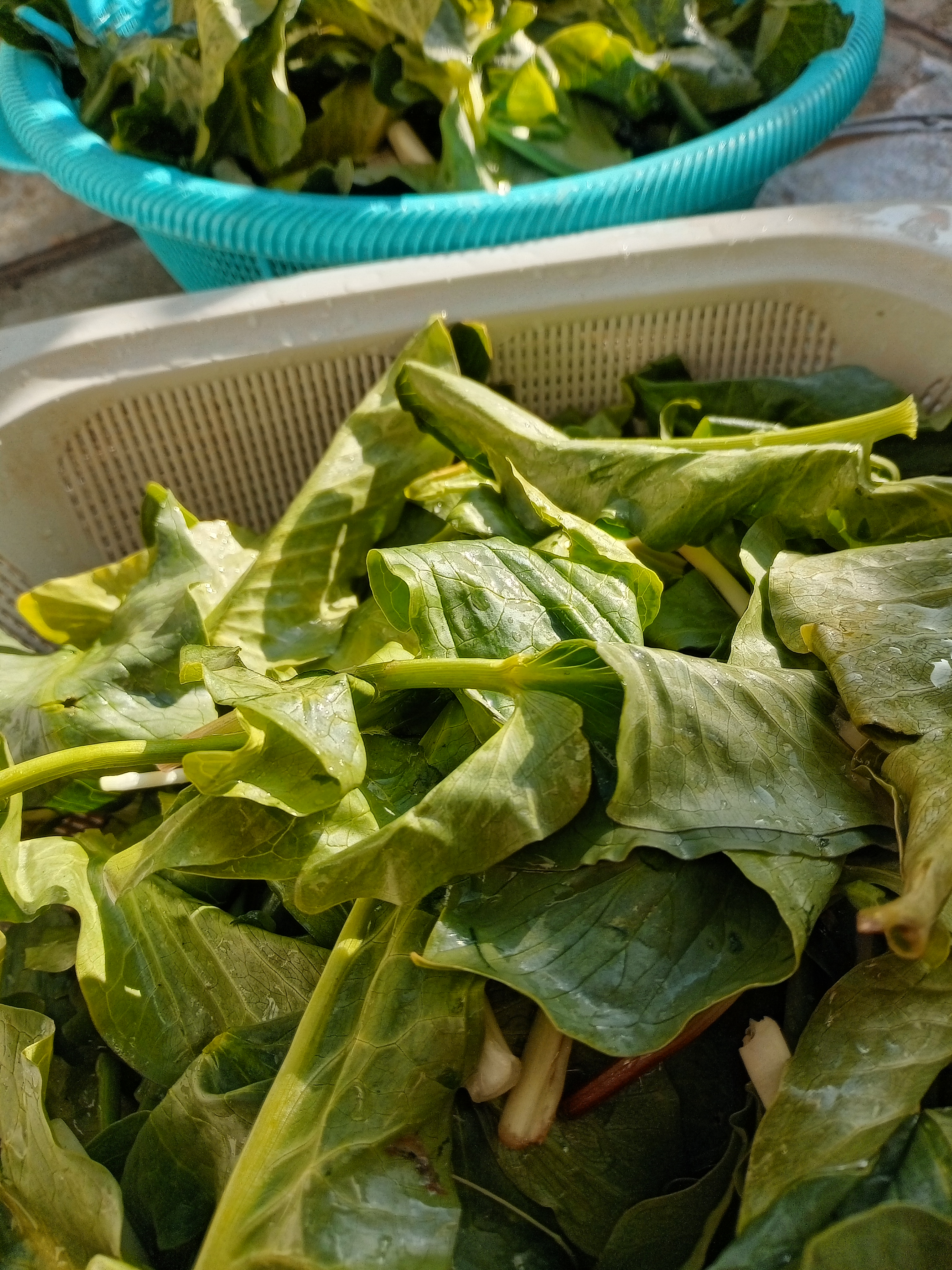
گیاه کارده

گیاه کاردین (به انگلیسی: Biarum bovei) یکی از گیاهان بومی منطقهٔ جنوب غرب زاگرس تا فلات فلسطین و از خانوادهٔ گل شیپوریان است در منطقهٔ بختیاری، دونوع از این گیاه می‌روید، که به نام‌های کاردین و کُهلیٍر (KOHLIYER)شناخته می‌شوند و به هردو علف خرس نیز گفته می‌شود، در استان فارس به آن کارده، در جنوب خوزستان به آن حُره و در زبان عبری به آن اُخیلوف کتن (به عبری: אחילוף קטן) گفته می‌شود. این گیاه به صورت خام برای انسان قابل مصرف نمی‌باشد.

## روش پخت
در منطقه بهبهان جو نیم کوب را (دوکله جو) به همراه (مخمر آب جو) و آب و کارده خشک یا کوبیده سبز و سیر پوست کنده مخلوط کرده و در جای گرم به مدت یک یا دو روز نگهداری می‌کنند. مقداری از آن را به عنوان مخمر نگهداری می‌کنند. و بقیه را بر روی شعله هم زده تا هم جو خوب پخته شود و بعد از تبخیر و جوش آمدن به اسم تلیت حره و با نان تیری مصرف می‌شود. ≈

## روش پخت کاردین و حُره
طرز تهیهٔ این آش در خوزستان و سرزمین‌های بختیاری بسیار شبیه به هم بوده، بدین صورت است که سبزی کاردین، برنج گرده (برنج آش) و جوی نیم کوب (یا گندم) همراه با مقداری آب که مواد را کامل بپوشاند، حرارت داده می‌شوند. سنجش حرارت کافی با فروکردن انگشت در مواد انجام می‌گیرد و زمانی که دیگر نتوان انگشت را درون مواد نگه داشت حرارت دهی متوقف می‌شود. پس از اینکه ولرم شد (مانند ماست زنی) به آن مخمر ویژهٔ آش (مخمر آبجو) یا مایه خمیر اضافه می‌کنند و در ظرف را بسته در پارچه می‌پیچند تا گرمای آن حفظ شود و یک روز در این حالت باقی بماند. روز بعد مقداری از مایه را به عنوان مخمر برای دفعات بعد برداشته به بقیه مقداری سیر و نمک و آب اضافه می‌کنند و می‌جوشانند، پس از حدود یک ساعت، آش حاضر است.

## روش پخت کارده
طرز تهیه این آش در شهرستان‌های مرودشت و اقلید به این صورت است که نخست، کاردین را همراه با آرد گندم می‌کوبند، سپس با اضافه کردن آبغوره یا دوغ به مدت یک روز در محیطی گرم نگهداری می‌کنند. سپس مواد را روی حرارت گذاشته می‌پزند، در این مرحله می‌توان گوشت نیز اضافه کرد که پس از پخت باید به صورت رشته رشته به مخلوط غذا اضافه شود پس از پخته شدن سبزی‌ها به آن برنج اضافه می‌کنند و به مدت یک ساعت می‌پزند و در انتها پیاز سرخ شده را به آن اضافه می‌کنند.
در شهرستان کوار ابتدا کارده ر ابا ارد گندم می‌کوبند تاحالت برندگی ان کم شود و به مدت سه روز با دوغ مخلوط می‌کنند و نگه می‌دارند در طول این مدت حتماً روزی دو بار ظرف دارای محتوای کارده هم زده می‌شود بعد از سه روز خرده برنج را به صورت کته بخته تادانه برنج نرم شود نمک و بعد کارده به همراه دوغ بیشتری میپزن تایک ساعت.. صفرابر و برای دستگاه گوارش مناسب می‌باشد.

## روش پخت آش کارده با دوغ

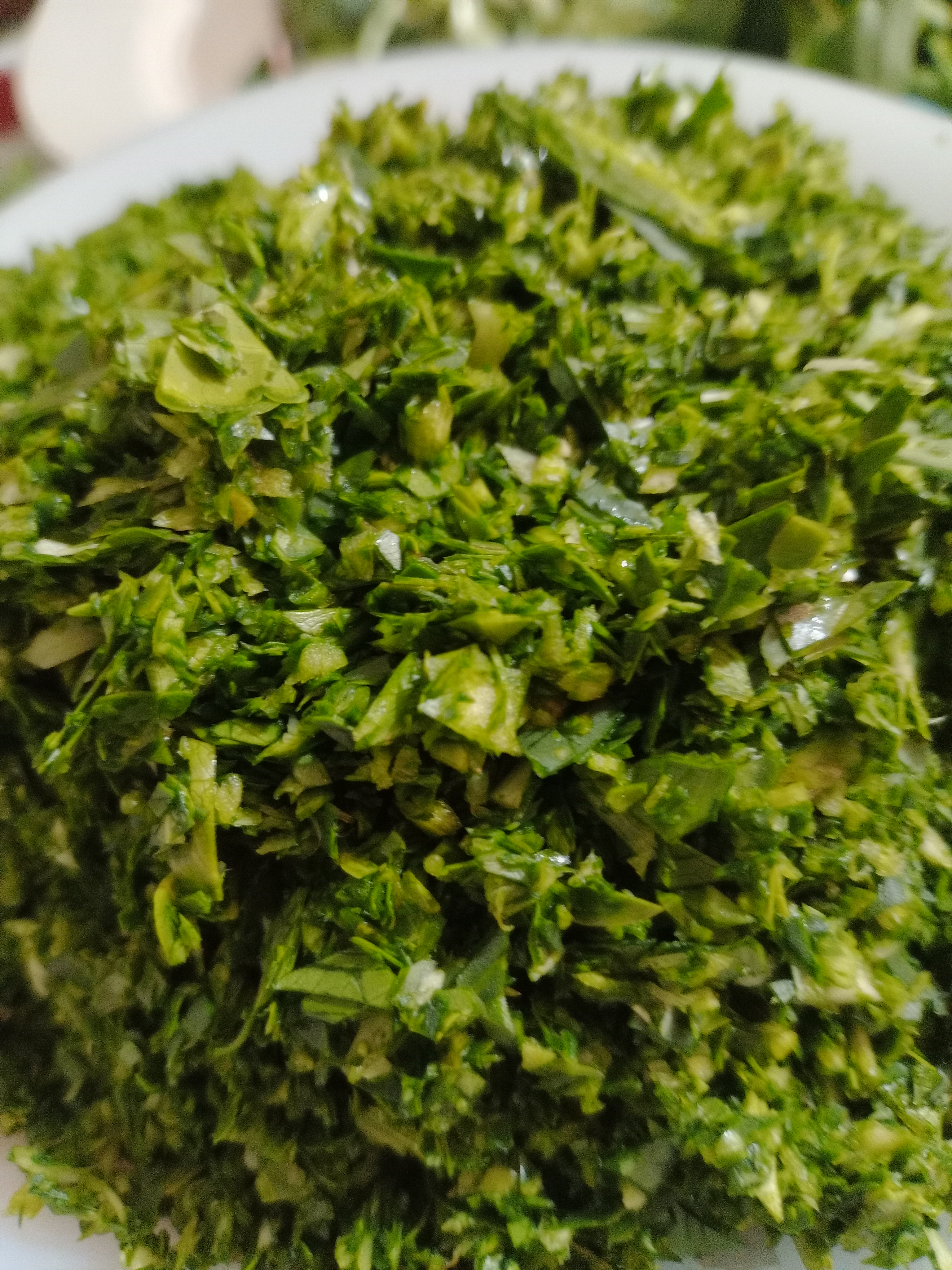
سبزی کارده خرد شده

سبزی کارده تازه را شسته و خرد کرده سپس به همراه دوغ ترش و برنج نیم دانه و یک قاشق آرد داخل قابلمه ریخته و از یک شب تا صبح در مکان گرمی استراحت می‌دهند. روز بعد قابلمه را روی حرارت ملایم گذاشته و مرتب هم می‌زنند تا دوغ به جوش آید. سپس اجازه می‌دهند چند ساعت آش بپزد. اواخر پخت نمک و فلفل و نصف استکان آبغوره را اضافه کرده و بعد از چند دقیقه حرارت رو خاموش می‌کنند.
این آش هم به صورت گرم و هم به صورت سرد سرو می‌شود.